# 上官 (姓)
上官（じょうかん）は、漢姓のひとつ。『百家姓』の411番目。2020年の中華人民共和国の統計では「欧陽」に次ぐ2番目に多い複姓で、8.8万人がいる。台湾の2018年の統計では388番目に多い姓で、296人がいる。

## 由来
戦国時代の楚の懐王の子である子蘭が上官邑（現在の河南省滑県の南東）の大夫であったため、後に邑名を氏としたという。
「上官黒」と書かれた戦国時代の私印が北京の故宮博物院にある。

## 著名な人物
- 上官桀 - 前漢の将軍。
- 上官安 - 前漢の人物。上官桀の子。
- 上官皇后 - 前漢の昭帝の皇后で、上官安の娘。
- 上官子脩 - 三国時代魏の人物。
- 上官雝 - 三国時代の蜀(蜀漢、季漢)の行中典軍・討虜将軍｡
- 上官巳 - 西晋の将軍。
- 上官儀 - 唐の政治家・詩人。
- 上官婉児 - 唐の才女・詩人。上官儀の孫娘。
- 上官均（中国語版） - 北宋の政治家。
- 上官周 - 清の画家。
- 上官雲相（中国語版） - 中華民国の軍人。
- 上官雲珠（中国語版） - 女優。本名は韋均犖。文化大革命で江青に迫害されて自殺した。